# Antoni Ribas
Antoni Ribas i Piera (* 27. Oktober 1935 in Barcelona; † 3. Oktober 2007 ebenda) war ein katalanischer Filmregisseur und Drehbuchautor. Er führte zwischen 1966 und 2007 in 15 Filmen Regie. Der Film La otra imagen mit Francisco Rabal wurde 1973 auf den internationalen Filmfestspielen von Cannes gezeigt. In der Filmtrilogie Victoria! spielte Helmut Berger die Hauptrolle.

## Filmografie (Auswahl)
- 1966: Las salvajes en Puente San Gil
- 1968: Palabras de amor (Paraules d’amor)
- 1969: Amor y medias
- 1973: La otra imagen
- 1976: La ciutat cremada
- 1977: Llibertat d’expressió
- 1980: Catalans universals
- 1983: Victòria! La gran aventura d’un poble
- 1983: Victòria! 2: La disbauxa del 17
- 1984: Victòria! 3: El seny i la rauxa
- 1986: El primer torero porno
- 1991: Dalí
- 1999: Tierra de cañones
- 2004: Centenario
- 2007: Gàbies d’or

## Auszeichnungen
- Ordre des Arts et des Lettres